# Alan Hutton
Alan Hutton (Glasgow, 30 november 1984) is een voormalig Schots profvoetballer die doorgaans als verdediger speelde. Hij kwam tussen 2002 en 2019 onder meer uit voor Glasgow Rangers, Tottenham Hotspur en Aston Villa. Hutton debuteerde in 2007 in het Schots voetbalelftal.

## Clubcarrière
Hutton debuteerde op 22 december 2002 in het profvoetbal in het shirt van Glasgow Rangers, waarmee hij het die dag opnam tegen Partick Thistle. In een wedstrijd tegen Dunfermline Athletic op 23 maart 2004 maakte hij zijn eerste doelpunt. Hutton brak in 2005 zijn been in een wedstrijd tegen Kilmarnock, waardoor hij acht maanden buitenspel stond.
In januari 2008 maakte Hutton de overstap naar Tottenham Hotspur. Op 2 februari maakte hij zijn debuut voor de Spurs in een thuiswedstrijd tegen Manchester United. Twee jaar later werd Hutton verhuurd aan Sunderland, waarvoor hij zijn debuut maakte tegen Wigan Athletic. Na het einde van de huurperiode wilde Sunderland Hutton definitief inlijven. De club kon echter niet voldoen aan de financiële eisen van Tottenham en de transfer ketste af. Uiteindelijk verliet hij in de zomer van 2011 Tottenham Hotspur voor Aston Villa. In zijn eerste seizoen bij The Villans had hij een basisplaats. In zijn tweede seizoen verloor hij die aan Matthew Lowton. Hij bleef tot medio 2019 onder contract staan bij Aston Villa met daartussendoor huurperiodes bij Nottingham Forest, RCD Mallorca en Bolton Wanders. In februari 2020 maakte de rechtsback bekend te stoppen als profvoetballer.

## Interlandcarrière
Op 11 mei 2007 werd Hutton voor het eerst door bondscoach Alex McLeish opgeroepen voor het Schots voetbalelftal. Een paar weken later debuteerde hij in een wedstrijd tegen Oostenrijk.

## Erelijst
| Competitie                       |                 |                 |                 |                 |
| Competitie                       | Aantal          | Jaren           |                 |                 |
| Glasgow Rangers                  | Glasgow Rangers | Glasgow Rangers | Glasgow Rangers | Glasgow Rangers |
| -------------------------------- | --------------- | --------------- | --------------- | --------------- |
| Kampioen Scottish Premier League | 1x              | 2004/05         |                 |                 |
| Tottenham Hotspur                |                 |                 |                 |                 |
| League Cup                       | 1x              | 2007/08         |                 |                 |

1 McGregor ·
2 Hutton ·
3 Whittaker ·
4 Hanley ·
5 Martin ·
6 Maloney ·
7 Morrison ·
8 McArthur ·
9 Griffiths ·
10 Snodgrass ·
11 Bannan ·
12 Gilks ·
13 Conway ·
14 Naismith ·
15 Webster ·
16 Rhodes ·
17 Mackay-Steven ·
19 Burke ·
20 Armstrong ·
21 Marshall ·
22 Jack ·
23 Watt ·
Coach: Strachan